# Le Messie sauvage
Cet article concerne le film de Ken Russell. Pour le film de Mario Azzopardi, voir Moïse : L'Affaire Roch Thériault.
Pour les articles homonymes, voir Savage Messiah.
Pour plus de détails, voir Fiche technique et Distribution.
Le Messie sauvage (Savage Messiah) est un film britannique réalisé par Ken Russell, sorti en 1972.

## Synopsis
La vie du sculpteur français Henri Gaudier-Brzeska.

## Fiche technique
- Titre : Le Messie sauvage
- Titre original : Savage Messiah
- Réalisation : Ken Russell
- Scénario : Christopher Logue d'après le livre d'H. S. Ede
- Images : Dick Bush
- Musique : Michael Garrett
- Montage : Michael Bradsell
- Décors : George Lack
- Costumes : Shirley Russell
- Production : Ken Russell
- Pays d'origine : Royaume-Uni
- Langues : anglais
- Format : Couleur (Metrocolor) - 1,78:1 - Mono
- Genre cinématographique : Film biographique
- Durée : 103 minutes
- Dates de sortie :
  - Portugal : 28 juin 1972
  - Royaume-Uni : septembre 1972

## Distribution
- Dorothy Tutin : Sophie Brzeska
- Scott Antony : Henri Gaudier
- Helen Mirren : Gosh Boyle
- Lindsay Kemp : Angus Corky
- Michael Gough : M. Gaudier
- John Justin : Lionel Shaw
- Aubrey Richards : Mayor
- Peter Vaughan : Museum Attendant
- Ben Aris : Thomas Buff

## Distinctions
- Sélection à la Mostra de Venise 1972[1]
- Oscar du meilleur scénario original pour Jeremy Larner en 1973.